# Johteenaukko
Johteenaukko är en fjärd i Finland. Den ligger i landskapet Egentliga Finland, i den sydvästra delen av landet, 200 km väster om huvudstaden Helsingfors.
Johteenaukko avgränsas av Kutkumaa i öster, Mustaluoto i söder, Vähä Koiluoto i väster samt Iso Koiluoto i nordväst. Den ansluter till Ruissaarenaukko i norr.